# Kotkatsaari (ö i Södra Savolax, S:t Michel, lat 61,93, long 26,78)
Kotkatsaari är en ö i Finland. Den ligger i sjön Puula och i kommunen Kangasniemi i den ekonomiska regionen  S:t Michel och landskapet Södra Savolax, i den södra delen av landet, 220 km nordost om huvudstaden Helsingfors. Öns area är 1,3 hektar och dess största längd är 190 meter i öst-västlig riktning.